# L'Épée sauvage
Pour plus de détails, voir Fiche technique et Distribution.
L'Épée sauvage (The Sword and the Sorcerer) est un film américain réalisé par Albert Pyun, sorti en 1982.

## Synopsis
Un mercenaire armé d'une épée à trois lames est engagé pour aider une princesse à déjouer les manœuvres d'un tyran et d'un sorcier.

## Fiche technique
- Titre : L'Épée sauvage
- Titre original : The Sword and the Sorcerer
- Réalisation : Albert Pyun
- Scénario : Tom Karnowski, Albert Pyun et John V. Stuckmeyer
- Production : Brandon Chase, Marianne Chase, Tom Karnowski, John V. Stuckmeyer et Robert S. Bremson
- Société de production : Sorcerer Productions
- Budget : 2 millions de dollars (1,5 million d'euros)
- Musique : David Whitaker
- Photographie : Joseph Mangine
- Montage : Marshall Harvey
- Décors : George Costello
- Costumes : Christine Boyar
- Special Effects : John Carter, Chuck Henderson, Floyd Keeney, Richard Washington, Harry Woolman, Terry Woolman
- Pays d'origine :  États-Unis
- Format : Couleurs - 2,35:1 - Dolby - 35 mm
- Genre : Action, aventure, fantasy et horreur
- Durée : 100 minutes
- Dates de sortie : avril 1982 (États-Unis), 28 juillet 1982 (France)

## Distribution
- Lee Horsley (VF : Richard Darbois) : le prince Talon
- Kathleen Beller (VF : Céline Monsarrat) : la princesse Alana
- Simon MacCorkindale (VF : Pierre Arditi) : le prince Mikah
- Richard Lynch (VF : Georges Aminel) : Titus Cromwell
- George Maharis : Machelli, le conseiller de Cromwell
- Richard Moll : le sorcier Xusia
- Anthony De Longis (en) : Rodrigo
- Robert Tessier (en) : Verdugo
- Nina Van Pallandt (en) : Malia
- Anna Bjorn (en) (VF : Anne Kerylen) : Elizabeth, la catin de Cromwell
- Jeff Corey (VF : Jean Violette) : Craccus
- Joseph Ruskin : Malcolm
- Joe Regalbuto (VF : Marc de Georgi) : Darius
- Russ Marin (en) : Mogullen
- Earl Maynard (en) : Morgan
- John Davis Chandler : Premier garde
- Christopher Cary (VF : Roland Ménard) : le roi Richard
- Patrick O'Moore : Devereux

## Autour du film
- Le tournage s'est déroulé à Los Angeles.
- D'un budget inférieur à deux millions de dollars, le film en rapporta près de 40 et fut l'un des films indépendants les plus rentables de 1982. Malgré le succès et le fait que le générique annonce une suite Tales of the Ancient Empire, celle-ci ne vit le jour qu'en 2010.
- L'Épée sauvage est le premier film réalisé par Albert Pyun.
- Le cascadeur Jack Tyree se tua durant le tournage en sautant d'une falaise tout en ratant les airbags.
- La narration du film fut tout d'abord confiée à Oliver Reed, mais peu satisfaits de sa performance, les producteurs le remplacèrent par Simon MacCorkindale.
- À la suite d'une mauvaise réaction aux verres de contact, Richard Moll n'interpréta le sorcier Xusia que dans la scène d'ouverture et fut transporté à l'hôpital. Les scènes suivantes furent interprétées par une doublure puis doublées ensuite par Richard Moll.
- Deux versions de la scène de crucifixion du prince Talon furent tournées. Dans la version cinéma, ses mains sont transpercées de pointes, tandis que dans la version TV, il n'est qu'enchaîné.

## Distinctions
- Prix du meilleur second rôle masculin pour Richard Lynch, et nomination au prix du meilleur film de fantasy, meilleur scénario, meilleure musique, meilleurs costumes et meilleur acteur pour Lee Horsley, par l'Académie des films de science-fiction, fantastique et horreur en 1983.